# پالازو (آسیزی)
پالازو (به ایتالیایی: Palazzo) یک منطقهٔ مسکونی در ایتالیا است که در آسیزی واقع شده‌است. پالازو ۱٬۳۴۳ نفر جمعیت دارد و ۲۳۶ متر بالاتر از سطح دریا واقع شده‌است.